# Hans Vredeman de Vries

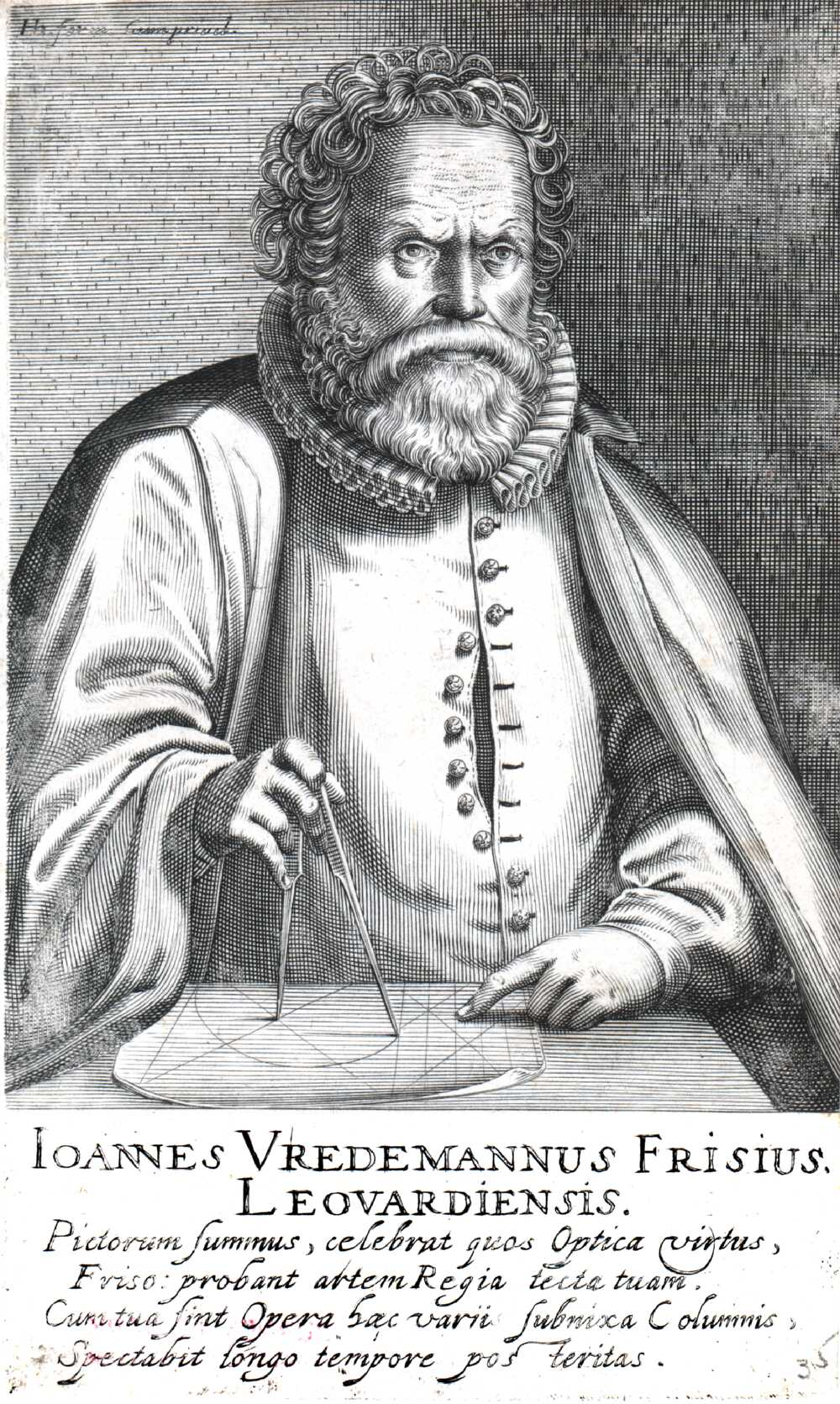
Portret van Hans Vredeman de Vries, ca. 1610.

Hans Vredeman de Vries (Leeuwarden, 1527 - Hamburg, 1609) was een Nederlandse architect, vestingbouwdeskundige, kunsttheoreticus, planoloog (avant la lettre), tekenaar en schilder. Hij was een van de invloedrijkste kunstenaars uit de 16e eeuw vanwege zijn beheersing van het perspectief, zijn publicaties, zijn ontwerpen en versieringen. Hij ontwierp veel meer dan hij uitvoerde.

## Levensloop
Hans Vredeman de Vries was de zoon van een busschieter (kanonnier), in dienst van de Friese stadhouder Georg Schenck van Toutenburg. Hij begon zijn opleiding bij een glasschilder in Leeuwarden (en Kollum). 
In 1546 trok hij naar Amsterdam en Kampen. In 1549 werkte hij in Mechelen, waar zijn broer werkzaam was als organist. Onder Pieter Coecke van Aelst ontwierp hij de triomfbogen die dienden voor de intrede van keizer Karel V en koning Filips II. Ook bestudeerde hij Vitruvius en Sebastiano Serlio, vertaald door zijn leermeester.  
Na de bezetting van Antwerpen in 1585 door de hertog van Parma verliet ook Vredeman de Vries de stad met zijn tweede vrouw Sara van Elsmer. Hij kreeg achtereenvolgens opdrachten in Frankfurt am Main en Wolfenbüttel om een grachtengordel rondom de stad aan te leggen. Mogelijk kreeg hij vervolgens de vraag een kanaal tussen de Wezer en de Elbe te ontwerpen. Hij vertrok naar Hamburg toen zijn opdrachtgever Julius van Brunswijk-Wolfenbüttel stierf en de opvolger het project afblies. 
Vredeman werkte tussen 1592 en 1595 aan diverse opdrachten in Danzig (het huidige Gdańsk) en vertrok naar Praag waar hij samen met zijn zoon Paul de keizerlijke kunstgalerij van keizer Rudolf II ontwierp. In 1600 liet hij zich inschrijven als poorter van Amsterdam. In 1604 probeerde hij een aanstelling te verkrijgen om wiskunde te doceren aan de Universiteit van Leiden. In 1607 verhuisde Vredeman De Vries naar Hamburg. Daar overleed hij twee jaar later.

### Personalia
In 1561 trouwde hij met Johanna van Muysene, de zuster van een collega-schilder; zij stierf al enkele jaren na het huwelijk. Hij hertrouwde later met Sara van Elsmer

## Werk

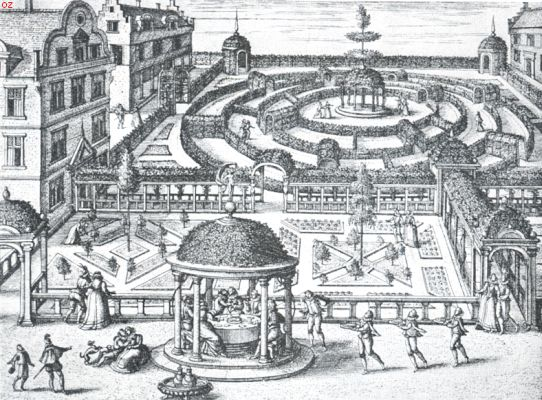
Tuinontwerp door Hans Vredeman de Vries uit Hortorum (1583)

Vredeman de Vries ontwikkelde zich tot uitstekend en beroemd perspectieftekenaar en introduceerde de Italiaanse bouwstijl ten noorden van de Alpen. Hij publiceerde o.a. bij de drukker Plantijn voorbeelden van cartouches, trofeeën, architectuur, fonteinen, meubels, grafmonumenten, zuilen, vaatwerk, thermen en grotesken. In het boek Perspective (1604) legde hij voor het eerst in de Nederlanden de basisprincipes van het wetenschappelijk perspectief vast. 

### Hortorum viridariorumque... formae,1583
In Antwerpen was hij vooral actief als vestingbouwingenieur. In 1583 schreef hij het boek Hortorum viridariorumque... formae, een werk dat van groot belang was voor de ontwikkeling van de tuinarchitectuur, omdat het de eerste prentserie was in de westerse kunst, die geheel aan tuinen was gewijd. Hij legde hierin de renaissance-invloeden die uit Italië overkwamen, op zijn eigen manier uit waardoor hij het eigen karakter van de Nederlandse - en Vlaamse tuinarchitectuur schiep. 
Elke prent toont een tuin, gezien van bovenaf, met parterres van geometrische velden, geschoren hagen, bomen, bloemen, hekken, portalen, loofgangen, paviljoenen, bassins en fonteinen. In de individuele titels van de bladen zijn de tuinen geassocieerd met de drie zuilenorden, te weten de Dorische, de Ionische en de Korinthische.

### Hans Vredeman de Vries en het vitruvianisme

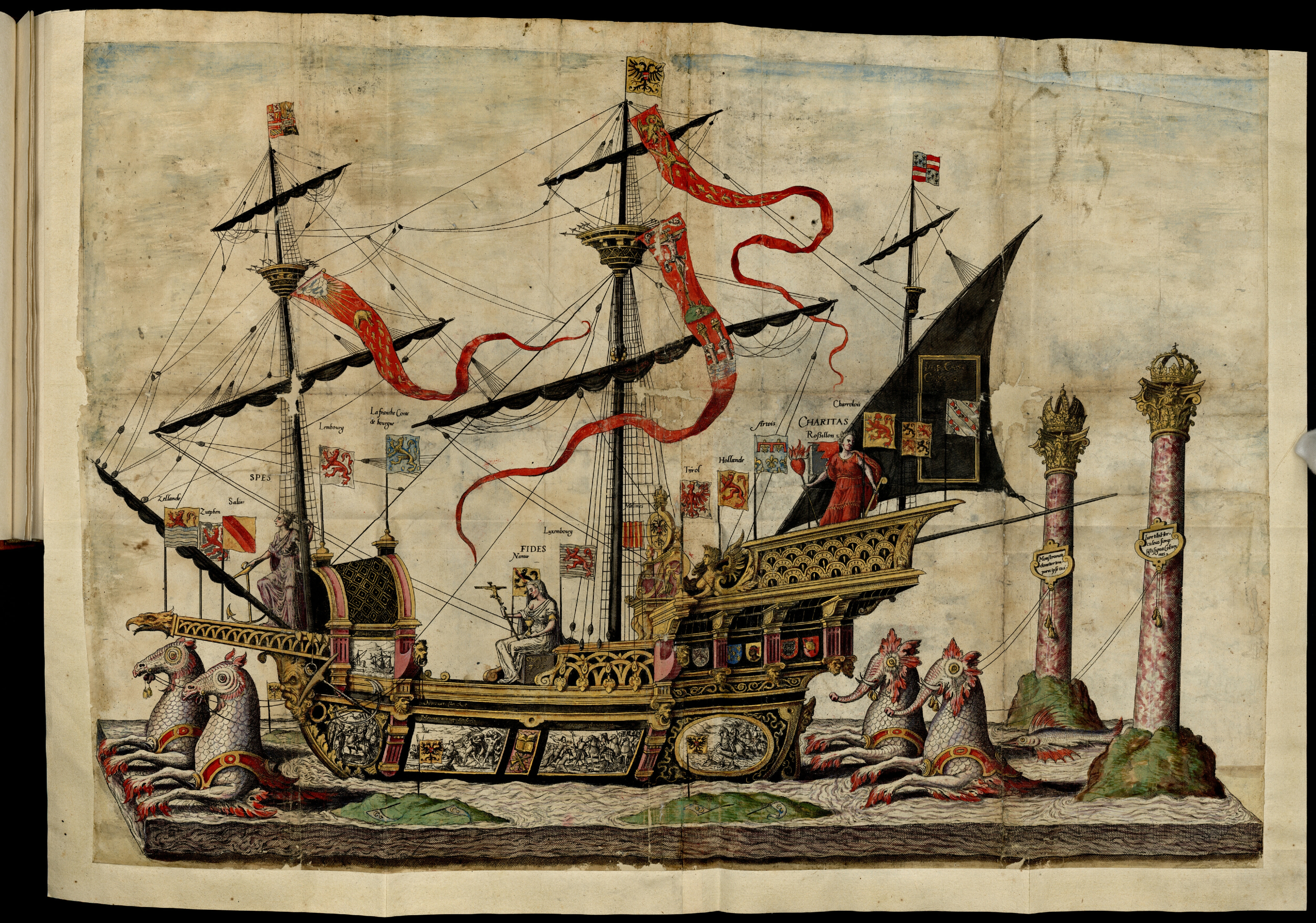
Op 24 en 25 december 1558 vond in Brussel een begrafenisprocessie plaats naar aanleiding van het overlijden van Karel V. Het hoogtepunt was dit allegorische triomfschip Victoria. Vredeman de Vries was hier de ontwerper van. Het hele plateau met het schip werd "onzichtbaar" voortgetrokken. Achter het schip de twee zuilen van Hercules. De bemanning van het schip bestond uit Hoop op de voorplecht, Geloof midscheeps en Liefde op het campagnedek. Op de schilden aan de romp van het schip de belangrijkste overwinningen van Karel V. Deze illustratie maakte deel uit van een album en een rol van 12 meter over de processie, gedrukt door Christoffel Plantijn

Hans Vredeman de Vries was goed bekend met de klassieke architectuurtheorie. Hij heeft zoals veel van zijn tijdgenoten de door Vitruvius als het ornament van de architectuur benoemde zuilenorde [ornamenta columnarum] in zijn eigen compositie gebruikt. Het navolgen van de antieken is hem dierbaar, maar vanuit een retorische bescheidenheid nodigt hij de lezer uit eventuele kritiek op een van zijn voorstellen niet met woorden maar met daden te beantwoorden, dat wil zeggen met en verbeterd voorstel van ontwerp.
De manier waarop Vredeman de traditie van de oudheid heeft verwerkt toont een duidelijke persoonlijke benadering. In de prenten geeft hij in tegenstelling tot een theoretische verhandeling de voorkeur aan pasklare voorbeelden, die door hum plastische karakter driedimensionale modellen of exemplaria worden.
Al verwijst Vredeman uitdrukkelijk naar Vitruvius en de Oudheid, toch zijn deze reeksen niet los te denken van eigentijdse voorbeelden. Sebastiano Serlio had als eerste in zijn Regole Generali sopral e cinque maniere degli edifici de zuilenorden uit het geheel van de architectuur gelicht en becommentarieerd. Vredeman treedt in zijn voetsporen. Hij beeldt echter niet langer hele zuilen af, maar geeft enkel de versierde elementen ervan, zoals postament, basement, schacht, kapiteel en hoofdgestel. Het losmaken van ornament van het eigenlijke bouwlichaam valt binnen de traditie van Leon Battista Alberti, die omstreeks 1450 de zuil als toegevoegde versiering (ornamentum) had gekwalificeerd. Die versiering moest in overeenstemming zijn met de maatschappelijke status van het gebouw.
Het valt op dat Vredeman veel sterker dan zijn voorgangers, de detaillering van de termen uit de oudheid aan de eigentijdse, Vlaamse stijl heeft aangepast. Want het was Vredeman die duidelijk de Italiaanse vormenwereld wist aan te passen aan de vraag van de Noord-Europese ‘schilders-glasschrijvers’ en beeldsnijders, doordat hij de sterk ruimtelijke werking van de grotesken naar het platte vlak vertaalde.
Vredeman maakte als architect, als stedenbouwkundige, als ingenieur en als vestingbouwer weliswaar veel plannen, maar hiervan werden er slechts weinig uitgevoerd: er is geen enkel bouwwerk bewaard gebleven dat met zekerheid aan hem kan worden toegeschreven. Vredemans invloed op de architectuur van zijn tijd ging dan ook vooral uit van zijn rijk geïllustreerde publicaties.

## Vredeman de Vries Prijs
Sinds 2000 is er ook de jaarlijkse Vredeman de Vries Prijs, het ene jaar voor architectuur en het jaar daarop voor vormgeving.

## Publicaties
Op basis van studie van het klassieke erfgoed heeft Vredeman de Vries een viertal architectuurboeken geschreven:
- Veelderleij dieverse termen op de V ordene der Edificien ... / geinuenteert duer Johannes Vreedman Vriese (1565)
- Architectura. 3e stuk. De oorden Tuschana, in tween ghedeylt in XII. stucken, bequaem en nutteliick voor alle ingenieuse bouwers, als metsers, steenhouwers ende andere liefhebbers der antiquer architecturen / Gheinventeert ende ghemaect naer de leeringhe Vitruvii ; by Hans Vredeman de Vriese (1577)
- Hortorum viridariorumque... formae (1583)
- Perspective (1604)